# Helicopsyche planorboides
Helicopsyche planorboides är en nattsländeart som beskrevs av Machado 1957. Helicopsyche planorboides ingår i släktet Helicopsyche och familjen Helicopsychidae. Inga underarter finns listade i Catalogue of Life.